# گلیزه (فرانسه)
گلیزه (انگلیسی: Gleizé)، یک کمون (فرانسه) در دپارتمان‌های فرانسه بخش رون (بخش) در شرق فرانسه است.